# Matteo II Visconti
Matteo II Visconti (Milano, 1319 circa – Saronno, 29 settembre 1355), fu signore di Bobbio, Bologna, Lodi, Parma, Piacenza e, insieme ai fratelli Galeazzo II e Bernabò, co-Signore di Milano. 
A causa delle sue dissipatezze, che rischiavano di portare alla rovina il dominio visconteo, venne con buona probabilità avvelenato dai suoi stessi fratelli, che, dopo la sua morte, si divisero le terre da lui controllate.

## Biografia

### Le origini
Matteo nacque a Milano, figlio primogenito di Stefano Visconti e di Valentina Doria (figlia di Bernabò Doria, figlio a sua volta di Branca Doria). I dati relativi alla sua infanzia sono scarsi. Con i fratelli Galeazzo II e Bernabò, si unì alla congiura di Francesco Pusterla contro lo zio Luchino Visconti, allora signore di Milano: la congiura venne sventata e Pusterla eliminato ma Luchino non trovò prove contro i nipoti. Nel 1342 sposò Egidiola Gonzaga, figlia di Filippino Gonzaga.Per colpa di una nuova congiura inconcludente (1346) Matteo dovette fuggire da Milano insieme ai fratelli, scacciati da Luchino e dall'arcivescovo Giovanni Visconti, fratello di Luchino. Matteo riparò nel Marchesato del Monferrato.

### La conquista del potere
Matteo rientrò a Milano alla morte di Luchino (1349), richiamato dallo zio arcivescovo Giovanni insieme agli altri fratelli.
Nel 1340 l'arcivescovo Giovanni concluse delle alleanze matrimoniali per pacificare i confini del dominio visconteo, allargato dei conflitti del defunto Luchino. Matteo venne così fatto sposare con Egidiola Gonzaga, figlia del Capitano del Popolo di Mantova Filippino, Galeazzo II sposò Bianca di Savoia, figlia del conte Aimone di Savoia, mentre Bernabò sposò Beatrice Regina della Scala, figlia di Mastino II della Scala, signore di Verona. In occasione delle nozze Matteo partecipò alla corte bandita e ai tornei tenuti a Mantova dai Gonzaga, facendosi accompagnare da un opulento e numeroso corteo.
Nel 1354, alla morte dell'arcivescovo Giovanni, il potere su Milano passò ai tre figli di Stefano Visconti. Mentre il giovane Bernabò prendeva possesso dei domini orientali, limitrofi alle terre degli Scaligeri, e Galeazzo II quelli occidentali, limitrofi ai domini sabaudi, a Matteo II spettarono: Lodi, Piacenza, Parma e Bologna tra le città maggiori così come Bobbio, Pontremoli, Fidenza, Massa e Lugo. Gli venne inoltre assegnato un terzo (due sestieri) della città di Milano, un terzo di Genova e la residenza in un palazzo fatto erigere dall'arcivescovo Giovanni e che si trovava accanto all'Arcivescovato. Fece inoltre edificare il castello di Saronno quale sua residenza di campagna.
Bologna divenne subito argomento di contesa tra i tre fratelli. Governata da Giovanni Visconti d'Olona, la città si proclamò indipendente dal dominio milanese. Matteo II si limitò a lamentarsi della cosa con il papa, mentre Galeazzo II e, soprattutto, Bernabò premevano per un intervento armato. Divenne abbastanza evidente che i due più giovani figli di Stefano Visconti erano intenzionati a perseguire una linea politica ben diversa da quella del fratello maggiore.

### La morte
Il 29 settembre 1355, presso il castello di Saronno, al ritorno da una battuta di caccia presso Monza, Matteo lamentò forti dolori addominali. Morì dopo cena, quasi certamente avvelenato per ordine dei fratelli che poi si spartirono i suoi domini. Principale sostenitore della tesi dell'avvelenamento fu proprio la madre di Matteo, Galeazzo e Bernabò: Valentina Doria. Fu sepolto nella chiesa di San Gottardo in Corte.

## Aspetto e personalità
Pietro Azario lo descrive come di bell'aspetto ma pingue, facondo, pigro e negligente negli affari di governo.

## Matrimonio e discendenza
Matteo II Visconti si sposò nel 1340, Egidiola Gonzaga, figlia di Filippino Gonzaga ed ebbero una figlia:
- Caterina (1342-1382), inizialmente promessa in sposa a Bertoldo I d'Este (morto nel 1343), convolò con Ugolino Gonzaga, figlio del II Capitano del popolo di Mantova Guido Gonzaga.

Ebbe inoltre una figlia illegittima da un'altra donna:
- Andreina o Andreola (?-1376), poi divenuta badessa del Monastero Maggiore.

## Ascendenza
|                    |              |                    | Genitori              |  |  | Nonni |  |  | Bisnonni          |  |  | Trisnonni       |  |
|                    |              |                    |                       |  |  |       |  |  | Teobaldo Visconti |  |  | Obizzo Visconti |  |
|                    |              |                    |                       |  |  |       |  |  | Teobaldo Visconti |  |  | Obizzo Visconti |  |
|                    |              | Fiorina Mandelli   |                       |  |  |       |  |  | Teobaldo Visconti |  |  |                 |  |
| Matteo I Visconti  |              |                    |                       |  |  |       |  |  | Teobaldo Visconti |  |  |                 |  |
|                    |              | Anastasia Pirovano | …                     |  |  |       |  |  |                   |  |  |                 |  |
|                    |              | Anastasia Pirovano | …                     |  |  |       |  |  |                   |  |  |                 |  |
|                    |              | Anastasia Pirovano | …                     |  |  |       |  |  |                   |  |  |                 |  |
| Stefano Visconti   |              | Anastasia Pirovano |                       |  |  |       |  |  |                   |  |  |                 |  |
|                    |              | Squarcino Borri    | Lanfranco Borri       |  |  |       |  |  |                   |  |  |                 |  |
|                    |              | Squarcino Borri    | Lanfranco Borri       |  |  |       |  |  |                   |  |  |                 |  |
|                    |              | Squarcino Borri    | …                     |  |  |       |  |  |                   |  |  |                 |  |
| Bonacossa Borri    |              | Squarcino Borri    |                       |  |  |       |  |  |                   |  |  |                 |  |
|                    |              | Antonia            | Guglielmo I de Suavis |  |  |       |  |  |                   |  |  |                 |  |
|                    |              | Antonia            | Guglielmo I de Suavis |  |  |       |  |  |                   |  |  |                 |  |
|                    |              | Antonia            | Beatrice Malaspina    |  |  |       |  |  |                   |  |  |                 |  |
| Matteo II Visconti |              | Antonia            |                       |  |  |       |  |  |                   |  |  |                 |  |
|                    | Branca Doria | Niccolò Doria      |                       |  |  |       |  |  |                   |  |  |                 |  |
|                    | Branca Doria | Niccolò Doria      |                       |  |  |       |  |  |                   |  |  |                 |  |
|                    | Branca Doria | Preziosa de Torres |                       |  |  |       |  |  |                   |  |  |                 |  |
| Bernabò Doria      | Branca Doria |                    |                       |  |  |       |  |  |                   |  |  |                 |  |
|                    |              | Caterina Zanca     | Michele Zanca         |  |  |       |  |  |                   |  |  |                 |  |
|                    |              | Caterina Zanca     | Michele Zanca         |  |  |       |  |  |                   |  |  |                 |  |
|                    |              | Caterina Zanca     | Simona Doria          |  |  |       |  |  |                   |  |  |                 |  |
| Valentina Doria    |              | Caterina Zanca     |                       |  |  |       |  |  |                   |  |  |                 |  |
|                    |              | Federico Fieschi   | Tedisio III Fieschi   |  |  |       |  |  |                   |  |  |                 |  |
|                    |              | Federico Fieschi   | Tedisio III Fieschi   |  |  |       |  |  |                   |  |  |                 |  |
|                    |              | Federico Fieschi   | Simona della Volta    |  |  |       |  |  |                   |  |  |                 |  |
| Eliana Fieschi     |              | Federico Fieschi   |                       |  |  |       |  |  |                   |  |  |                 |  |
|                    |              | Chiara ?           | …                     |  |  |       |  |  |                   |  |  |                 |  |
|                    |              | Chiara ?           | …                     |  |  |       |  |  |                   |  |  |                 |  |
|                    |              | Chiara ?           | …                     |  |  |       |  |  |                   |  |  |                 |  |
|                    |              | Chiara ?           |                       |  |  |       |  |  |                   |  |  |                 |  |

## Opere architettoniche legate a Matteo II Visconti
Nel 1355 fece edificare il castello di Saronno.